# Mauzoleum Andrássyů (Krásnohorské Podhradie)
Mauzoleum rodiny Andrássyů se nachází v obci Krásnohorské Podhradie v okrese Rožňava na Slovensku. Jedná se unikátní secesní památku postavenou v letech 1903–1904. Na rozdíl od většiny ostatních secesních památek na Slovensku je výsledkem práce představitelů mnichovského Jugendstilu, nikoliv vídeňsko-budapešťské secese. Byly v ní použity prvky raně křesťanského a částečně i staroorientálního umění, které byly přetvořeny do secesní morfologie. Tvůrci se inspirovali hrobkou ostrogótského krále Theodoricha v italské Ravenně, která svým vzhledem a atmosférou přitahovala v 19. století romantiky z celé Evropy.

## Historie
Mauzoleum je postaveno na bývalém panství Andrássyů v Krásnohorském Podhradí, které je poslední památkou mladší, tj. monocké (dlholúcké) větve rodu. Synové Mikuláše Andrássyho - Štefan I. a Juraj II. se rozhodli rodový hrad opustit a zděděný majetek si rozdělit.
Juraj V. Andrássy měl dva syny. Prvorozený Dionýz Andrássy se v roce 1866 ve věku 31 let oženil s Františkou Hablawetzovou, dcerou ředitele vídeňské konzervatoře. Tím porušil šlechtické a feudální zvyklosti a jeho manželka nebyla nikdy uznána za člena rodiny. Byl vyděděn z fideikomisního majetku své větve.
Dionýz se vzdal hraběcího titulu a odešel do Mnichova. Po smrti svého bratra a otce se stal dědicem veškerého fideikomisního majetku monocké větve rodu. Neměli děti, a tak se s manželkou rozhodli pomáhat cizím dětem, sirotkům, vdovám, starcům a chudým. Do rodné země se vrátil až po smrti své ženy v roce 1902. Rozhodl se vybudovat pro svou ženu velkolepou samostatnou hrobku - mauzoleum a uložit do ní její ostatky. V roce 1913 tam byl uložen i on sám.

## Počátky projektu
Projekt mauzolea začal v roce 1902 vypracovávat budapešťský profesor architektury Győző Czigler. Podle jeho návrhů měla být hrobka jednou z bašt středověkého hradu Krásná Hôrka nebo samostatnou budovou na hraběcím panství. Dionýz však dal přednost návrhům skupiny mnichovských umělců před Cziglerovými návrhy. Stavební práce byly zahájeny v březnu 1903. Práce trvaly jeden a půl roku. Přesně v den druhého výročí Františčiny smrti (26. 10. 1904) se konal tzv. velký pohřeb, kdy byly její ostatky převezeny z Mnichova a s velkou slávou uloženy do mauzolea.

## Skupina mnichovských umělců
Plán mauzolea vypracoval tehdy teprve 28letý Richard Berndl. Byl profesorem na mnichovské umělecko-průmyslové škole. Na stavbu dohlížel Karl Schmucker, vnější a vnitřní sochařské práce včetně sarkofágů byly dílem akademického sochaře Maxe Fricka, malby a mozaikovou výzdobu navrhl Karl Throll a zlatnické a kovolitecké práce provedl Adolf Mayerhoffer.

## Popis objektu

### Umístění

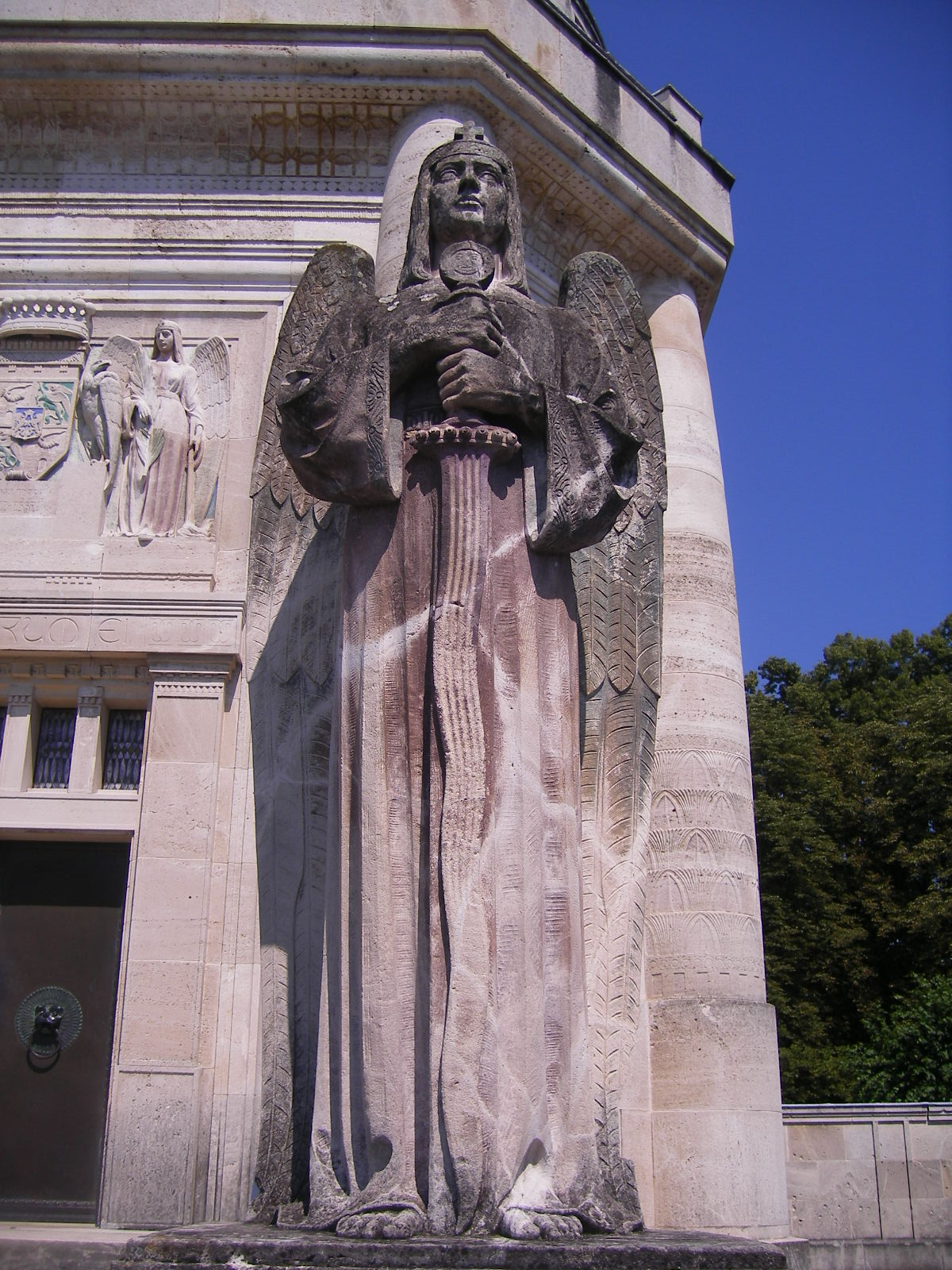
Anděl strážný před vchodem do mauzolea

Budova mauzolea se nachází uprostřed dlážděného nádvoří, které je obklopeno 3,5 m vysokou zdí zakončenou naproti vchodu z obou stran mohutnými pilíři. Před schodištěm je na dlažbě v kruhu nápis Pax (Mír). Po stranách vchodu stojí dvě sochy andělů v nadživotní velikosti se složenými křídly a planoucími meči v rukou, které symbolizují bdělost strážců. Budova mauzolea a okolní kamenná zeď jsou zhotoveny z bílého pískovce ze Sóskútu u Budapešti.

### Půdorys
Půdorys mauzolea je nepravidelný osmiúhelník. Mezi dvěma zadními pilíři je půlkruhová apsida, v níž je umístěn oltář. Kopule má dvanáct oken a spočívá na osmi sloupech. Připomíná antickou architekturu. Kromě statické funkce tvoří sloupy základní myšlenku vnější i vnitřní architektury. Zvenčí jsou zdobeny lotosovými listy a vavřínovými věnci. Nad kopulí se nachází lucerna s osmi okny a velkým pískovcovým křížem na vrcholu. Vnitřek je osvětlen malými okny.

### Vnější dekorace
Vnější stěny mauzolea jsou skromné a jednoduché, což mu dodává monumentální vzhled a zvyšuje uměleckou hodnotu vnitřní výzdoby. Nad portálem je umístěn reliéfní erb rodiny Andrassyů. Erb je ze dvou stran lemován orly a anděly, kteří drží zhaslé pochodně jako symbol vyhaslého života. Anděl s věncem na pravé straně symbolizuje slávu a anděl s palmovým listem na levé straně smutek. Nad erbem se nachází Dionýzovo a Františčino životní heslo "Non videri sed esse" (Ne zdát se, ale být). Na užších stěnách mezi sloupy je pás a pod ním latinské citáty. Výzdoba je symbolická. Třpyt zlata a pestrobarevné různobarevné mramorové ozdoby vyjadřují lásku manžela k milované ženě.

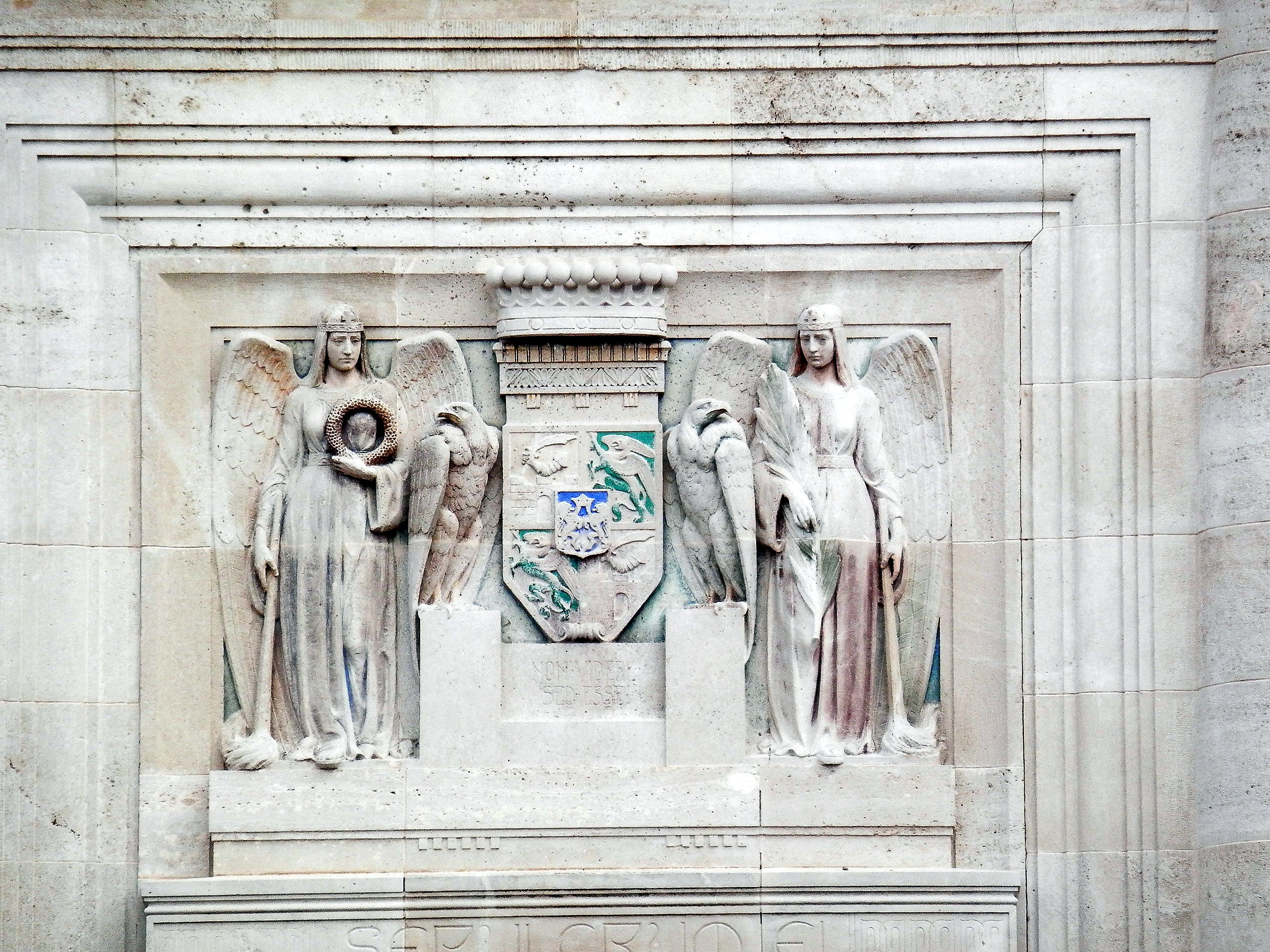
reliéf nad vchodem do mauzolea

### Uspořádání a popis interiéru
Hlavními body uvnitř jsou dva velké sarkofágy z bílého carrarského mramoru. V pravém jsou uloženy ostatky Františky a v levém Dionýza Andrassyho. Čela sarkofágů zdobí reliéfy s rodinným erbem. Na boku pravého sarkofágu je reliéfní portrét Františky a kolem něj reliéfy s náměty z jejího života. Na boku levého sarkofágu je reliéfní portrét Dionýza a kolem něj rostlinné ornamenty a psi jako symbol věrnosti.
Kopuli mauzolea podpírá osm sloupů. Hlavice sloupů jsou zdobeny různými ornamenty. Spodní část sloupů je obložena mramorem různých barev - tmavě červeným z Tuniska, růžovým z Maďarska, černým ze Švýcarska a světle zeleným onyxem z Mexika. V pásu pod kopulí jsou latinské citáty oddělené symboly čtyř evangelistů. Vnitřní povrch kopule je zajímavě řešen. Tvoří ji skleněné mozaikové kostky. Výzdoba připomíná italské sakrální stavby.
Mezi okny jsou na skleněných mozaikách zlaté barvy postavy dvanácti andělů se symboly křesťanství. Oblouky nad okny jsou pokryty barevnými pásy mozaiky, které tvoří stylizované ornamenty. Spodní sokly stěn a dlažba mauzolea jsou zdobeny různými druhy mramoru dovezenými z celé Evropy.
Nad dveřmi je vyryt pozdrav Salve (Zdrávas). Na mramorové desce je maďarský text: E pantheont imádott hitvese Andrássy Franciska grófné áldott hamvainak nyughelyéül nemkülönben feledhetetlen emléke és hervadatlan érdeme megörökétésére emelt hálás hű férje Dénes 1903. (Tento panteon nechal postavit její vděčný a věrný manžel Dionýz 1903 jako místo odpočinku pro blahoslavené ostatky své zbožňované manželky, hraběnky Františky Andrássyové, a k zvěčnění její nezapomenutelné památky a nehynoucích zásluh).

### Okolí mauzolea
Budova mauzolea se nachází uprostřed centrálního nádvoří a její okolí tvoří park o rozloze sedmi hektarů. I jeho návštěva je prohlídkou významných sochařských děl, z nichž nejvýraznější je socha psa - jezevčíka, z červeného mramoru, umístěná z parku za mauzoleem. Socha s nápisem Unser Tascherl (Náš Tascherl), představující věrného psa manželů, je umístěna na kamenném podstavci s epigramem TREUE UM TREUE 1890 - 1910 (Věrnost za věrnost). Jeho autorem je maďarský sochař slovenského původu Alajos Stróbl.